# Desertosphaera remyi
Desertosphaera remyi is een pissebed uit de familie Spelaeoniscidae. De wetenschappelijke naam van de soort is voor het eerst geldig gepubliceerd in 1948 door Vandel.